# Daniel Kinnear Clark
Daniel Kinnear Clark (Edimburgo, 17 luglio 1822 – Londra, 22 gennaio 1896) è stato un ingegnere meccanico inglese.
Svolse mansioni di Sovrintendente del parco locomotive della Great North of Scotland Railway dal 1853 al 1855. Fu autore di opere complete su problemi di ingegneria ferroviaria.

## Biografia
Clark fece un periodo di apprendistato presso le ferriere di Thomas Edgington & Son, a Glasgow. In seguito lavorò presso un'altra società privata e quindi presso la North British Railway. Nel 1851, Clark si stabilì a Londra come consulente. Nel 1854 divenne membro dell'Institute of Mechanical Engineers in 1854.

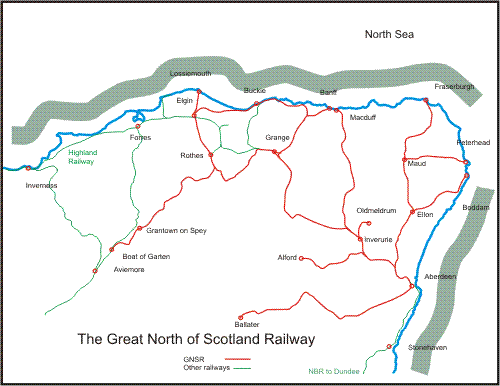
Mappa rete ferroviaria della GNoSR

La Great North of Scotland Railway (GNoSR) era stata fondata nel 1845 allo scopo di costruire una linea ferroviaria per collegare Aberdeen con Inverness. Pur se autorizzata, la costruzione non iniziò prima del 1852 e il primo tratto venne aperto nel 1854. Mentre i lavori di armamento erano ancora in corso, si prese in considerazione la fornitura di locomotive. A Kittybrewster, nei pressi di Aberdeen, si diede avvio alla costruzione delle officine per la riparazione delle locomotive e, nell'ottobre del 1853, Clark venne nominato Sovrintendente delle officine. 

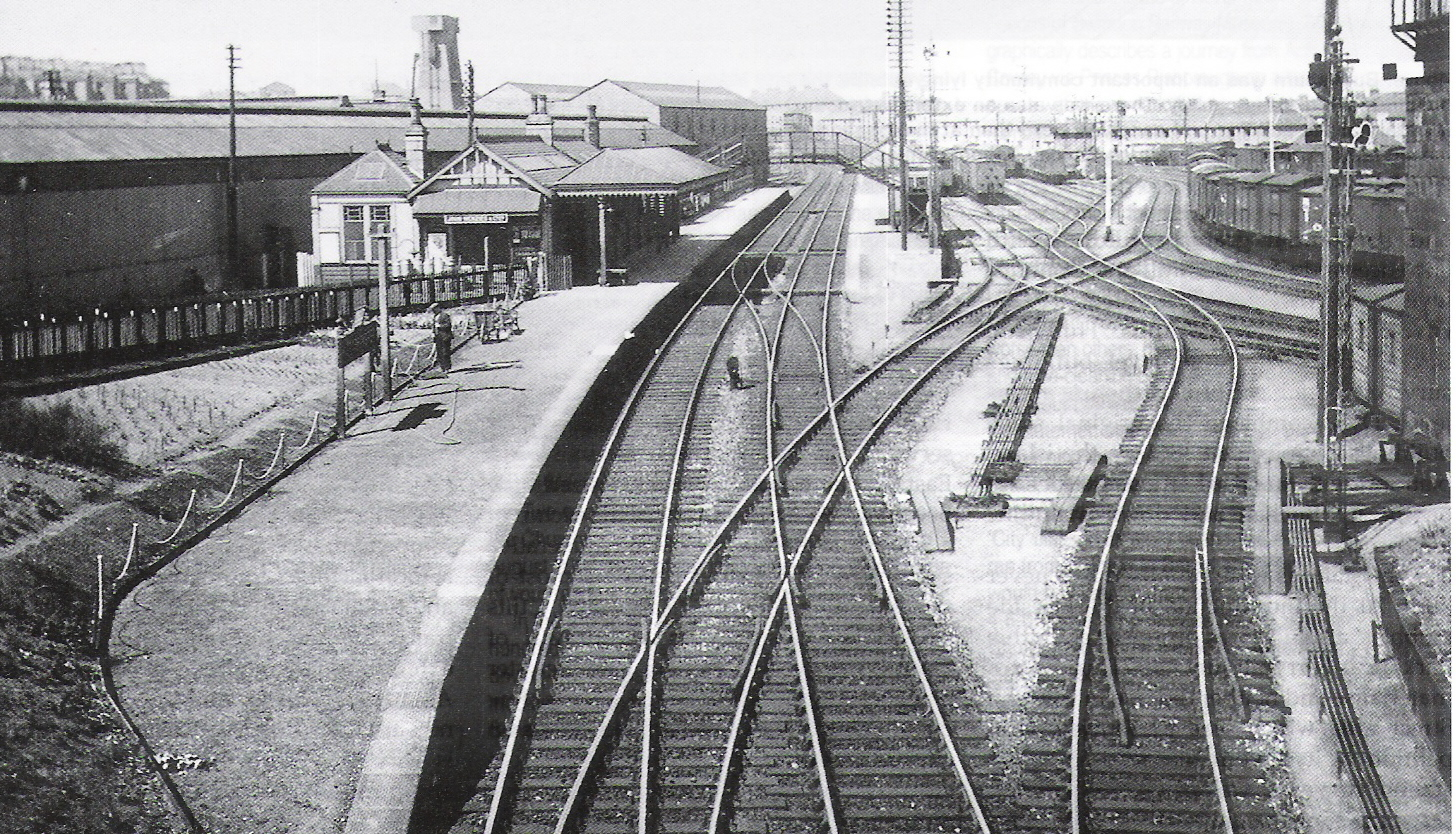
Stazione di Kittybrewster prima della chiusura nel 1968

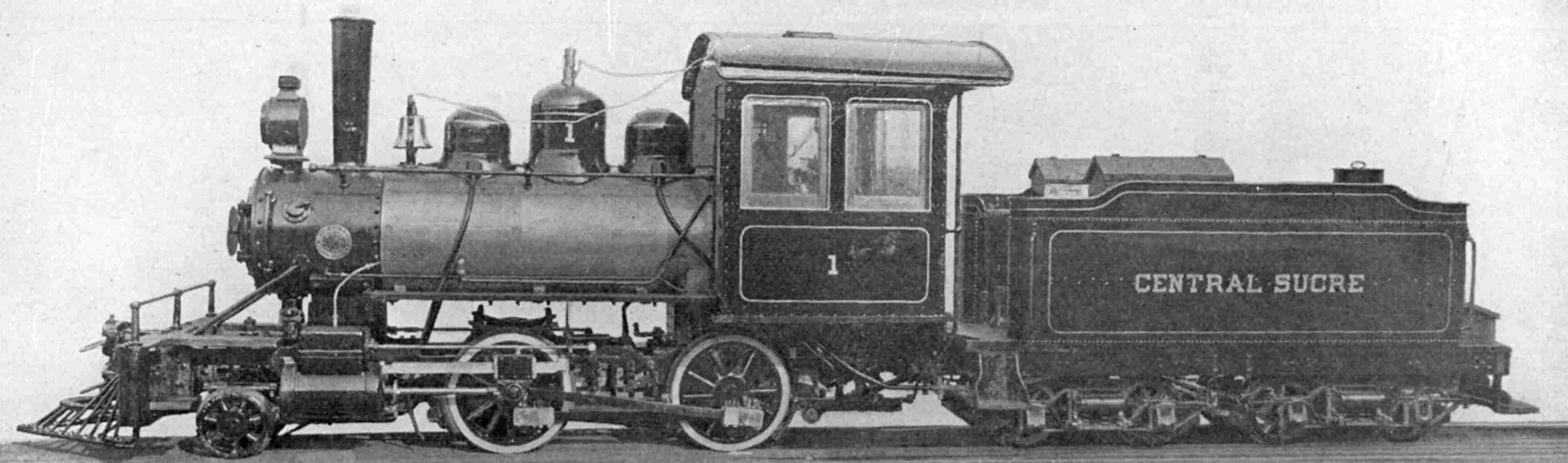
Modello di locomotiva con rodiggio 2-4-0.

Per l'inaugurazione della linea, Clark progettò due locomotive con tender pressoché simili con rodiggio 2-4-0, dove la prima cifra indica l'asse portante non motorizzato, la seconda gli assi motori, la terza gli assi portanti non motorizzati posteriori. Sette locomotive per treni passeggeri e cinque per treni merci vennero costruite presso la William Fairbairn & Sons di Manchester, poiché le officine di Kittybrewster non erano adatte alla costruzione di locomotive: solo dal 1887 fu possibile la costruzione di locomotive. Il primo tratto della linea da Kittybrewster a Huntly venne aperto al traffico il 12 settembre 1854, tuttavia solo cinque locomotive per treno passeggeri arrivarono in  Ottobre, ed altre due vennero consegnate quando Clark si dimise dal suo incarico; le cinque locomotive pere treni merci giunsero alcuni mesi dopo.
Alla sua nomina a Sovrintendente, la GNoSR aveva posto come condizione che Clark risiedesse ad Aberdeen, al fine di meglio svolgere i suoi compiti; tuttavia Clark sentiva che il risiedere nel nord della Scozia'sarebbe stato di ostacolo all'avanzamento nella sua professione', quindi si serviva di un assistente che lo rappresentava a Kittybrewster. Da ciò derivò una disputa con la direzione della GNoSR che costrinse Clark alle dimissioni nel marzo del 1855. Il suo posto venne preso da J. F. Ruthven che era stato direttore dei lavori con Clark.
Clark tornò a far da consulente e brevettò un dispositivo per la prevenzione della emissione di fumi quando il carbone veniva bruciato nel focolaio delle locomotive. La caratteristica principale di questo dispositivo era una serie di prese d'aria ai lati del focolaio in modo che l'aria era immessa a pressione una volta che il regolatore veniva chiuso. Questo dispositivo, inventato nel 1857, venne sperimentato dalla North London Railway e dalla Eastern Counties Railway. Dopo ulteriori test da parte della GNoSR, ex datore di lavoro per Clark, nel 1859 il dispositivo venne adottato come equipaggiamento standard su tutte le locomotive della GNoSR costruite durante la gestione di Ruthven subentrato a Clark (1855-1857) e poi quando la gestione fu condotta dall'ingegnere William Cowan (1857-1883). Il dispositivo 
di Clark, se pure modificato, venne ancora installato non più tardi del 1890 dal successore di Cowan, l'ingegnere James Manson.
Clark scrisse diversi libri tra cui i due volumi Railway Machinery, che era considerato un testo autorevole quando fu pubblicato nel 1855. was considered an authoritative text when it was published in 1855. Il 27 gennaio del 1863 fu nominato membro dell'Institute of Civil Engineers.
Clark morì a Londra il 22 gennaio 1896.

## Opere di D. K. Clark
- D.K. Clark, Railway Machinery, volume 1, Glasgow, Blackie and Son, 1855.
- D.K. Clark, Railway Machinery, volume 2, Glasgow, Blackie and Son, 1855.
- D.K. Clark, Railway Locomotives, volume 1, 1856.
- D.K. Clark, Railway Locomotives, volume 2, 1860.
- D.K. Clark, Manual of Rules for Mechanical Engineers, 1884  [1877].
- D.K. Clark, Tramways and their Construction and Working, volume 1, 1878.
- D.K. Clark, Tramways and their Construction and Working, volume 2, 1881.
- D.K. Clark, The Steam Engine, volume 1, 1893.
- D.K. Clark, The Steam Engine, volume 2, 1893.